# NGC 1743
NGC 1743 是剑鱼座的一個發射星雲。該星雲位於大麦哲伦星系。NGC 1743於1826年由蘇格蘭的詹姆士·敦洛普發現。由于該星云体积小，形状不规则，很难确定其几何中心。